# Ch’oŭi Ŭisun
Ch'oŭi Ŭisun (ur. 5 kwietnia 1786, zm. 2 sierpnia 1866) – koreański mistrz sŏn z końcowego okresu dynastii Chosŏn. Uważany za największego buddyjskiego uczonego XIX w.

## Życiorys
Mistrz Ch'oŭi urodził się w rodzinie Chang w wiosce Sin'gi w (dystrykcie) Samhyangmyŏn, (w powiecie) Muangun, w prow. Chŏlla. Rodzina należała do zmarginalizowanych "yangban" lub rolników. Gdy miał 4 lata (1790 r.) wpadł do wody i od utonięcia uratował go mnich buddyjski. Było to prawdopodobnie przyczyną, iż został buddystą.
W wieku 14 lat wstąpił do klasztoru Unhŭng w Nampyŏng. Jego nauczycielem był mistrz Pyŏkbong Minsŏng. Studiował sanskryt, literaturę indyjską (szczególnie w kharoṣṭhī). Praktykował także malowanie obrazów o tematyce buddyjskiej. Następnie w klasztorze Taehŭng w Haenam studiował Tripitakę i w wieku 20 lat zakończył te studia.
W 1804 r. podczas przechodzenia przez górę Wŏlchul wspaniały widok spowodował jego oświecenie. Usłyszał o mistrzu sŏn Wanho Yunu (1758-1826), który przebywał w klasztorze Taedun i był zarówno świetnym nauczycielem sŏnu jak również i znakomitym znawcą sutr (kor. kyo). Wkrótce też otrzymał potwierdzenie oświecenia wraz z tytułem Ch'oŭi. Później otrzymał także przekaz Dharmy od Patriarchalnego Mistrza Kŭmdama.
W 1809 r. zetknął się z Tasanem Chŏngiem Yakyongiem, uczonym należącym do tzw. szkoły "praktycznej wiedzy" (kor. silhak), który po oskarżeniu, że był jednym z liderów katolicyzmu w Korei, został zesłany do sąsiedniego powiatu Kangjin w prow. Chŏlla. Ich znajomość wywarła wielki wpływ na życie i myśl Ch'oŭi. Poznał dogłębnie konfucjanizm, rozwinął się jako pisarz i poeta.
W 1811 r. wybuchł pożar w Taedun sa, który strawił właściwie najważniejsze budynki klasztoru i Ch'oŭi wraz Wanho poświęcili się jego odbudowie.
W 1815 r. Ch'oŭi po raz pierwszy udał się do Seulu. Mimo tego, że dewizą konfucjanistów było "czcić konfucjanizm, tępić buddyzm" a celem całkowite zniszczenie buddyzmu, mistrz prowadził z wieloma wpływowymi konfucjańskimi intelektualistami dysputy. Co więcej, jednym z jego najbliższych przyjaciół stał się Ch'usa Kim Chŏnghŭi (1786–1856) z prominentnej konfucjańskiej rodziny. Gdy Ch'usa został zesłany na wyspę Cheju (제주), mistrz kilkakrotnie go tam odwiedził. Innymi znajomymi byli Chaha Sinwi (1769–1847), Haegŏ Hong Hyŏnju (1793–1865) i Yijae Kwŏn Tonin (1783–1859). Ludzie z tego kręgu uważali go za Huiyuana (334-416) i Guanxiu – wybitnego poetę – (831-912)
Gdy mistrz osiągnął wiek 40 lat, był już bardzo sławny w Korei. Wycofał się wtedy z publicznego życia i w 1824 r. powrócił do klasztoru Taehŭng na górze Turyun. Spędził w nim i w wybudowanej przez siebie pustelni Ilji am pozostałe 40 lat życia. Podczas tych lat pisał, medytował i studiował Tripitakę. Odbywał także rzadkie podróże oraz był odwiedzany przez swoich przyjaciół.
W 1841 r. wybudował Taekwangmyŏng (Halę Wielkiego Światła) oraz Poryŏn'gak (Halę Drogocennego Lotosu), gdzie namalował i zainstalował 172 portrety wybitnych mnichów oraz 12 patriarchów w historii Taedun sa.
Warto wspomnieć, że był także trzecim patriarchą nowo założonej szkoły vinayi
Pewnej nocy w sierpniu poprosił asystenta o pomoc, usiadł w pozycji lotosu skierowany na zachód i naturalnie wszedł w nirvanę. Było to 2 sierpnia 1866 r. Jego ciało przez bardzo długi czas zachowało naturalną ciepłotę i zapach.

## Dzieła
Niektóre dzieła mistrza
- Tansinjŏn (1830) (Opowieści o duchu herbaty)
- Tongdasong (1837)(Oda do herbaty Wschodu[6])
- Ch'oŭi sijip (1850) (Zebrane wiersze Ch'oŭi)

Dzieła, których data powstania jest nieznana
- Sŏnmun sabyŏn manŏ (Wykazanie fałszywości "czterech wyjaśnień") – polemika z tekstem Sŏnmun sugyŏng (Podręczne zwierciadło dla praktykującego sŏn) mistrza Paekpy Kŭngsŏna (1767–1852)
- Ch'oŭi sŏngwa (Nauki sŏn Ch'oŭi)
- Chinmuk chosa yujŏkgo (Biografia mistrza Chinmuka)

Wydania pośmiertne
- Iljiam munjip (1890) (Dzieła zebrane Iljama) 4 tomy
- Ch'oŭi sigo (1906) (Antologia wierszy mistrza Ch'oŭi)

## Nauki
Najważniejszymi dziełami Ch'oŭi są Ch'oŭi sŏngwa i Sŏnmun sabyŏn maneo.
Pierwsza z tych prac poświęcona jest wyjaśnieniom głównych elementów nauk mistrza Hyesima Chingaka wyrażonych w Sŏnmun yŏmsong chip.
Druga praca była krytyką pracy Sŏnmun sugyŏng mistrza Paekp'y Kŭngsŏna (1767–1852), która była nie tylko książką przewodnikiem praktyki sŏn, ale również ważną teoretyczną pracą o doktrynie.
Mistrz Paekpa zajmował się praktyką sŏn rozpatrując ją z punktu widzenia zdolności praktykujących. Podzielił więc sŏn hierarchicznie na sŏn patriarchalny (chosa sŏn), sŏn Tathagaty (yŏrae sŏn) i teoretyczny lub rozumowy sŏn (uiri sŏn). Sŏn patriarchalny i tathagaty tworzyły kategorię nadzwyczajnego sŏnu (kyŏgoe sŏn).
Ch'oŭi uważał ten podział za całkowicie błędny. Twierdził, że sŏn powinien być podzielony na 4 kategorie: sŏn patriarchalny, sŏn tathagaty, sŏn nadzwyczajny i sŏn teoretyczny. Jednak tak naprawdę istnieją tylko dwie kategorie. Jeśli sŏn jest klasyfikowany według "imienia i nazwiska osoby", to jest wtedy tylko sŏn patriarchalny i Tathagaty. Natomiast jeśli jest klasyfikowany według "buddyjskiego imienia", to jest wtedy tylko sŏn nadzwyczajny i rozumowy. Zgodnie z myślą mistrza Paekp'y, każdy sŏn – poza patriarchalnym – byłby błędny. Jednak na świecie istnieją niekończone rodzaje ludzkich zdolności. To było przyczyną, że buddyjskie teorie są różne, a nie rozróżnianie. Z tego punktu widzenia trzy rodzajów sŏnu Paekp'y są właściwie jedną kategorią, ponieważ bazują one tylko na ludzkim rozumowaniu i teorii. Tylko sŏn patriarchalny wyjaśnia to w inny sposób. Tak więc, jeśli nadzwyczajny sŏn, to wtedy i sŏn patriarchalny, sŏn Tathagaty i sŏn rozumowy pasują do dwóch rodzajów sŏnu.
Uważał, że poglądy Paekp'y był dogmatyczne, gdyż mistrz ten całkowicie polegał na "trzech zdaniach" (kor. samgu ŭi) mistrza Linjiego Yixiuana i wynosił tradycję szkoły linji na nadrzędną pozycję dewaluując i degradując wszelkie inne szkoły chanu (i sŏnu).
Ch'oŭi starał się wyjaśnić "trzy zdania Linjiego" z innego punktu widzenia. Mocno argumentował, że sŏn Tathagaty lub sŏn rozumowy nie mogły być pojęciowym językiem aby dyskryminować względną pozycję buddyzmu sŏn. Oczywiście sŏn patriarchalny mocno podtrzymywał ważność umysłu buddy. Sam buddyzm chan (sŏn) był nową próbą przezwyciężenia ograniczeń mowy. Ch'oŭi mocno podkreślał niezgodę na zaakceptowanie dyskredytowania przez Paekp'ę mów Buddy z powodu wygłaszania ich ludziom o mniejszych zdolnościach.
Mocno także argumentował jego przywiązanie i nastawienie do dyskredytowania innych, były poważnym błędem. Fałszywe słowa, z punktu widzenia urzeczywistnionego umysłu, spowodowały, że doktryna zmieniła się w sŏn. Natomiast przywiązanie do słów i nieurzeczywistniony umysł prowadzą sŏn do zamiany w doktrynę. Zamiana sŏnu i doktryny została dokonana przez "urzeczywistniony umysł", "nieurzeczywistniony umysł", "schwytane słowa", "fałszywe słowa". Ch'oŭi wykazał więc, że nie ma różnic jakościowych pomiędzy doktryną a sŏnem. Skoro tak, to nie było również różnic pomiędzy sŏnem nadzwyczajnym a rozumowym.
W buddyzmie koreańskich nie była to całkowicie nowa idea. Wŏnhyo usiłował tego dokonać przy pomocy "jednego umysłu", Ŭisang – "jednego pojazdu", Taegak Ŭich’ŏn nauczając buddyzmu ch’ŏnt’ae (chiń. tiantai), Pojo Chinul tworząc Społeczność Medytacji i Mądrości, a Sŏsan Taesa łącząc sŏn i doktrynę. Mimo wszystkich tych prób panowała jednak ideologiczna tendencja do uważania sŏnu za najwyższy rodzaj buddyzmu, co widać w działaniach mistrzów.
Dyskusja zapoczątkowana wtedy toczyła się w koreańskim buddyzmie przez prawie cały wiek. Chociaż obu mistrzów dzieliła kategoryzacja sŏnu, to ich cel – rozwiązanie problemów trapiących buddyzm w państwie, którego konfucjańskie władze pragnęły do zniszczyć – był taki sam.
Mistrz pragnął oczyszczenia istotnych elementów praktyki sŏn i całej szkoły oraz ponownego ożywienia "ducha sŏnu". Po rozwinięciu teorii sŏn i przyjęciu stanowiska akceptującego zarówno medytację sŏn jak i studia doktrynalne (kyo), jego oryginalnym wkładem w myśl sŏn była praktyka samatha/vipassana (chigwan). W pracy Ch'oŭi Taejongsa T'apbimyŏng (Napisy na stupie o linii przekazu mistrza Ch'oŭi) Shin Heona cytuje wypowiedź mistrza:
| Innego dnia mnich spytał mnie: "Mistrzu, dlaczego wyłącznie oddajesz się praktyce sŏn [medytacji]?", na co odpowiedziałem: "Ponieważ nie ma różnicy czy poświęcę się tylko sŏnowi lub tylko studiowaniu pism, dlaczego miałbym upierać się tylko przy sŏnie? Tym, którzy poświęcają się tylko pismom, jest bardzo trudno nie zapomnieć zasad tych nauk, tym, którzy upierają się tylko przy praktyce sŏn, jest trudno przyswoić zasady sŏn". |

W swoim dziele Tongdasong mistrz zajął się ceremonią herbaty, którą pragnął oczyścić ze zbytniej sformalizowanej rytualizacji. Odpowiednie picie herbaty łączył z praktyką sŏn.

## Linia przekazu Dharmy
Pierwsza liczba: kolejność w linii przekazu od Buddy. Druga liczba: kolejność linii przekazu od Bodhidharmy. Trzecia liczba: kolejność linii przekazu w danym kraju (w Korei od T’aego Poŭ), (w USA Seung Sahna – w tym wypadku 4 liczba)
- 56/29. Shishi Qinggong (1272–1352)
  - 57/30/1. T’aego Poŭ (1301–1382)
    - 58/31/2. Hwanam Honsu (1320–1392)
      - 59/32/3. Kugok Kakhun
        - 60/33/4. Pyŏkkye Chŏngsim (zm. 1492)
          - 61/34/5. Pyŏksong Chiŏm (1464–1534)
            - 62/35/6. Puyong Yŏnggwan
              - 63/36/7. Puyu Sŏnsu (1543–1615)
                - 64/37/8. Pyŏkam Kasŏng (1575–1660)
                  - 65/38/9. Hoeŭn Ŭngjun (1587–1672)
                  - 65/38/9. Ch'uimi Sucho (1590–1660)
                    - 66/39/10. Paekam Sŏngchong (1631–1700)
                      - 67/40/11. Muyong Suyŏn (1651–1719)

                  - 65/38/9. Paekkok Ch’ŏnŭng (1617–1680)

              - 63/36/7. Sŏsan Taesa Chŏnghŏ Hyujŏng (1520–1604)
                - 64/37/8. Soyo T’aenŭng (1562–1649)
                - 64/37/8. Chunggwan Haean (1567–?)
                - 64/37/8. Songun Yujŏng (1544–1610)
                - 64/37/8. P’yŏnyang Ŏngi (1581–1644)
                  - 65/38/9. P’ungdam Ŭsim (1592–1665)
                    - 66/39/10. Wŏljŏ Toan (1638–1715)
                    - 66/39/10. Wŏldam Sŏlche (1632–1704)
                      - 67/40/11. Hwansŏng Chian (1644–1729)
                        - 68/41/12. Hamwŏl Haewŏn (1691–1770)
                        - 68/41/12. Hoam Ch'ejŏng (1687–1748)
                          - 69/42/13. Sŏlpa Sangŏn (1710–1791)
                            - 70/43/14. Paekpa Kŭngsŏn (1767–1852)

                          - 69/42/13. Yŏndam Yuil (1720–1799)
                            - 70/43/14. Taeŭn Nang'o (1780–1841)
                            - 70/43/14. Paengnyŏn Toyŏn (1737–1807)
                              - 71/44/15. Wanho Yunu (1758–1826)
                                - 72/45/16. Ch'oŭi Ŭisun (1786–1866)
                                  - 73/46/17. Sŏn'gi
                                  - 73/46/17. Pŏmin